# آل‌مان قدیم (اهر)
آلمان قدیم یکی از روستاهای استان آذربایجان شرقی است که در دهستان بزکش قرار داشته و از لحاظ موقعیت جغرافیایی از سمت شرق به روستای آلمان جدید،از غرب به داش لوجه،از شمال به روستای ریحان و از سمت غرب به روستای یوزبند منتهی می شود.
قابل ذکر است دلیل نامگذاری این منطقه هموار به سبب اعتقاد مردم بومی به موجودات ماورالطبیعه بوده که از آن نشات گرفته است.
آل:نام موجودی ماورایی و غیر عینی
مان:در ترکی پسوند مکان
در نتیجه آلمان یعنی مکانی که در آن موجود ماورایی(آل)یا به اصلاح (آل آروادی)وجود دارد.
روستاهایی نظیر:آللی و آلوار نیز پیرو این قاعده هستند.
میوه های فصلی همچون زردآلو و گیلاس و سیب به وفور در این منطقه خوش آب و هوا یافت می شوند.
مکان گردشگری این روستا کوه (قوشاداغ)است که همه ساله کوهنوردان بسیاری را جذب خود می نماید.این روستا ۲۸۹ نفر جمعیت دارد.